# Henry Bernard Rawlings
Henry Bernard Hughes Rawlings (ur. 21 maja 1889 w St Erth w Kornwalii, zm. 30 września 1962 w Bodmin) – brytyjski oficer, admirał Royal Navy.

## Życiorys
Przed wybuchem II wojny światowej był brytyjskim attaché morskim w Tokio, potem zaś przedstawicielem marynarki brytyjskiej w Warszawie podczas rozmów w maju 1939 roku na temat wsparcia wojsk polskich przez wojska brytyjskie w przypadku polsko-niemieckiego konfliktu zbrojnego. Przebywał wówczas w Warszawie w towarzystwie generała Edwarda Claytona oraz przedstawiciela Royal Air Force (RAF) pułkownika Aleksandra Davidsona. Jedną z ważniejszych kwestii była kwestia udziału marynarki brytyjskiej w ewentualnych walkach na Bałtyku przeciw flocie niemieckiej, podczas których ówczesny komandor wykluczył możliwość wejścia floty brytyjskiej na Bałtyk z powodu specyfiki akwenu, sytuacji operacyjnej na nim oraz braku tam odpowiednich baz zabezpieczających działania Royal Navy. W odpowiedzi na wyrażoną przez kontradmirała Jerzego Świrskiego opinię iż w razie wyczerpania przez okręty podwodne możliwości korzystania z polskich baz jednostki te będą zaopatrywać się w portach neutralnych – jak długo to będzie możliwe – a następnie przejdą przez Sund, kmdr Rawlings zaproponował możliwość działania z bazy w którymś z portów brytyjskich. Kadm. Świrski przyjął tę propozycję twierdząc że kontrtorpedowce, nie mogące przez czas dłuższy przebywać na morzu, w wypadku utraty Helu byłyby zmuszone do rozbrojenia się w portach neutralnych. Licząc się z tym zaproponował, aby 3 spośród nich dołączyły do floty brytyjskiej jeszcze przed wybuchem wojny.
W trakcie rozmów z kadm. Świrskim, kmdr Rawlings sugerował też, iż w związku z uzależnieniem III Rzeszy od dostaw rudy żelaza ze Szwecji, najkorzystniejszym sposobem działania polskich okrętów podwodnych byłoby atakowanie niemieckiej żeglugi na trasie między szwedzkim portem Luleå na północnym wschodzie Bałtyku, a portami Rzeszy. Wskazywał, że Niemcy mając do dyspozycji drogę lądową zawieszą komunikację morską z Prusami Wschodnimi, istnieje natomiast konieczność atakowania krytycznej dla Niemiec żeglugi do portów szwedzkich, skąd dostarczana była do Rzeszy połowa jej zaopatrzenia w rudę żelaza. Niemiecka gospodarka była bowiem w tym czasie uzależniona od importu 22 milionów ton rudy żelaza rocznie, z których połowa pochodziła z Francji i Belgii, pozostała część zaś wyłącznie ze Szwecji przez jej port w Luleå.
Po wybuchu wojny, w 1941 roku uczestniczył w ewakuacji Krety, następnie dowodził brytyjską Task Force 57 na Pacyfiku podczas bitwy o Okinawę, zaś dowodzone przez niego brytyjskie lotniskowce często były obiektami ataków japońskich kamikaze. We wcześniejszym okresie służby dowodził także niszczycielem HMS „Active” (H14), krążownikami HMS „Curacoa” (D41) i HMS „Delhi” (D47), a także pancernikiem HMS „Valiant”. Na stopień admiralski awansował podczas II wojny światowej w trakcie walk na Morzu Śródziemnym.